# (6227) Alanrubin
(6227) Alanrubin (1981 EQ42) – planetoida z pasa głównego asteroid okrążająca Słońce w ciągu 5,8 lat w średniej odległości 3,23 j.a. Odkryta 2 marca 1981 roku.